# École du Louvre
École du Louvre – francuska Grande école o statusie uczelni publicznej podlegającej Francuskiemu Ministerstwu Kultury.

## Historia
École du Louvre została założona w 1882 roku. W 1998 roku szkoła przeniosła się do Pavillon de Flore w Luwrze.
Szkoła w oparciu o kolekcje Luwru kształci historyków sztuki i archeologów. W 1927 roku École du Louvre jako pierwsza na świecie rozpoczęła kształcenie muzeologów.
| Ranking           | Ranking          |
| Rankingi krajowe  | Rankingi krajowe |
| Ranking           | 2014             |
| ----------------- | ---------------- |
| Webometrics       | 256              |
| Rankingi światowe |                  |
| Webometrics       | 8995             |

## Publikacje
École du Louvre publikuje:
- Cahiers de l'Ecole du Louvre – czasopismo elektroniczne